# Takashi Kawanishi
Takashi Kawanishi (jap. 川西 隆, Kawanishi Takashi; * vor 1920; † unbekannt) war ein japanischer Fußballspieler.

## Nationalmannschaft
1934 debütierte Kawanishi für die japanische Fußballnationalmannschaft. Kawanishi bestritt drei Länderspiele. Mit der japanischen Nationalmannschaft qualifizierte er sich für die Far Eastern Championship Games 1934.